# 창 (일본)

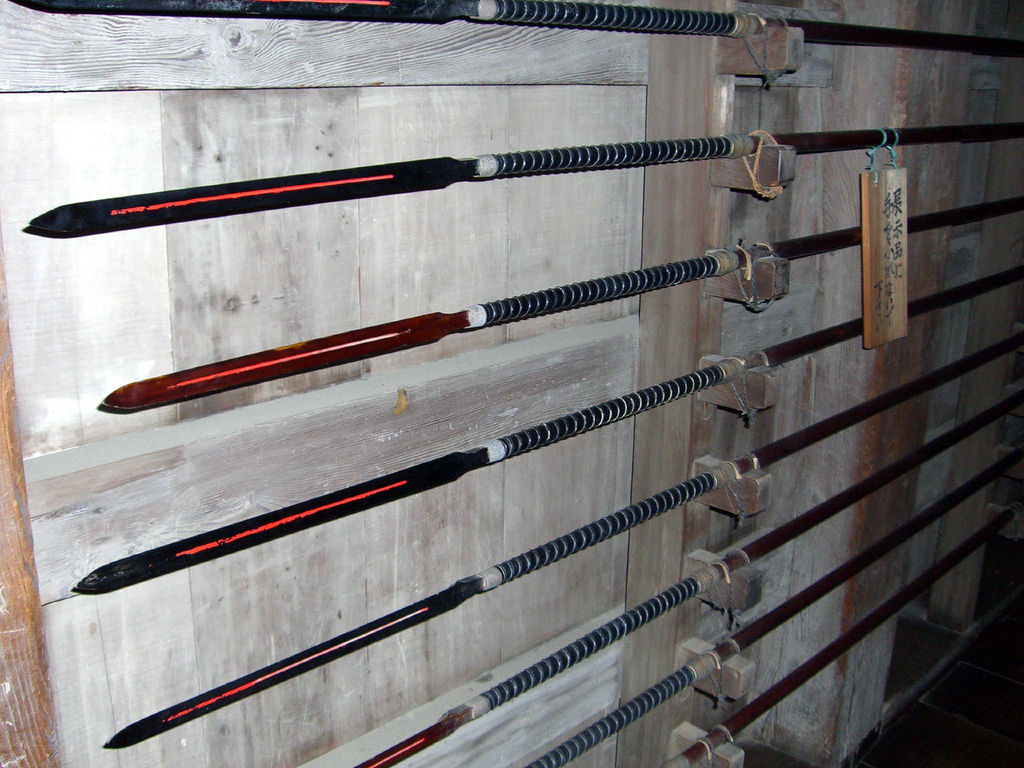

야리(일본어: 槍)는 일본식 창이다. 창을 휘두르는 무술을 창술이라고 부른다.

## 역사
초창기 창은 중국식 창으로부터 유래된 것으로 믿어진다. 이 호코 야리는 나라 시대(710-793)때 부터라고 여겨진다. 이것은 초기 일본 역사에 존재했으나 야리라는 단어는 1334년에 쓰인 문서에 처음 등장했다. 그러나 이런 유형의 창은 1400년대 후반까지 인기를 얻지 못했다. 본래 무사의 전쟁은 "평민"을 위한 것이 아니었다. 이는 보통 기마 궁술을 사용하여 서로에게 돌격하는 두 전사 사이의 의식화된 전투였다. 그러나 1274년과 1281년 몽골의 일본 정벌 시도는 일본 무기류와 전투 방식을 바꿔놓았다. 몽골인들은 밀집 대형을 이루어 긴 장창을 휘두르는 중국인과 한국인 보병을 활용했으며 그들은 기병을 늦추기 위해 큰 부대로 전진했다. 장창류(나기나타와 야리를 포함하는)는 상당히 긴 길이와 단위 길이(전체적인 장창류는 꽤 무겁지만) 당 더 가벼운 무게, 뛰어난 관통력으로 인해 검보다 더 군사적인 쓸모가 있었다. 완전 군장한 상황에서 검은 그러므로 헤이안 시대로부터 무로마치 시대를 통해 위급 상황의 보조 무기 지위로 격하되었다. 후자 당시 16세기 후반 무렵에는 4.5m부터 6.5m까지 길이의 장창(나가에 야리)을 가진 아시가루가 군대의 주력 부대가 되었다. 그들은 대열을 유지했고 화기(다네가시마)와 단창을 지닌 병사들과 결합했다. 장창병들은 2열 또는 3열로 전열을 형성했으며 명령에 일치하도록 장창을 다루는 것을 훈련받았다.
마침내 야리는 사무라이 무기로서 유미(활)보다 더 유명해졌으며 보병대(아시가루)는 갑옷을 지니고 그것을 광범위하게 사용했다. 에도 시대의 도래와 함께, 야리의 사용은 급감하게 되었다. 이것의 필요성은 소규모, 근접 전투에 국한되었다. 따라서 검(긴 전쟁용 무기에 반하는), 장창류, 활의 편리함은 실용적인 가치를 잃어버렸다. 평화로운 에도 시대 동안 야리는 경찰 무기처럼 대부분 의장용 무기로 존재했음에도 불구하고 여전히 생산되었다.

## 같이 보기
- 일본도
- 나기나타